# Hechi

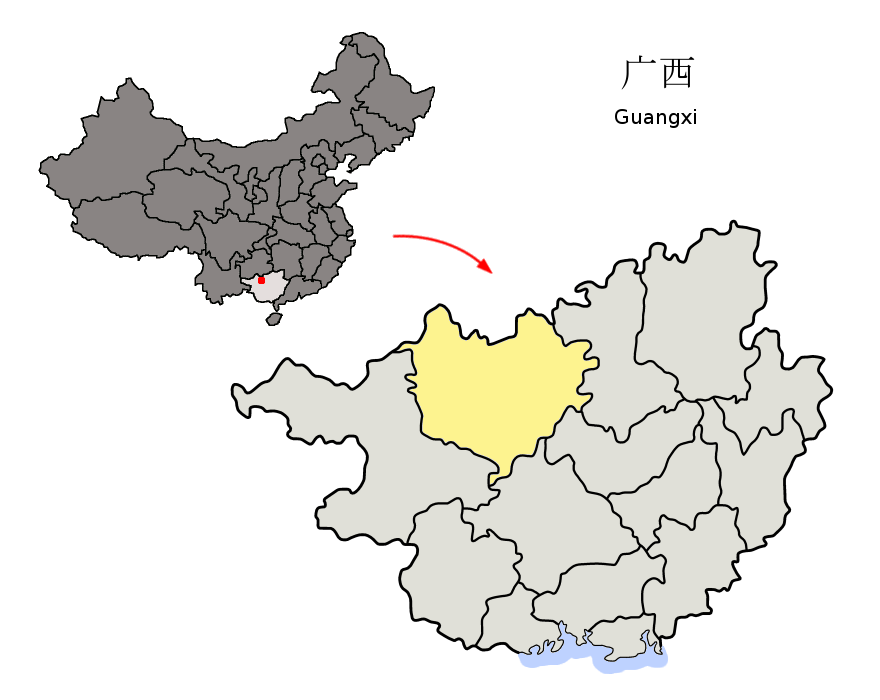
Lage von Hechi (gelb)

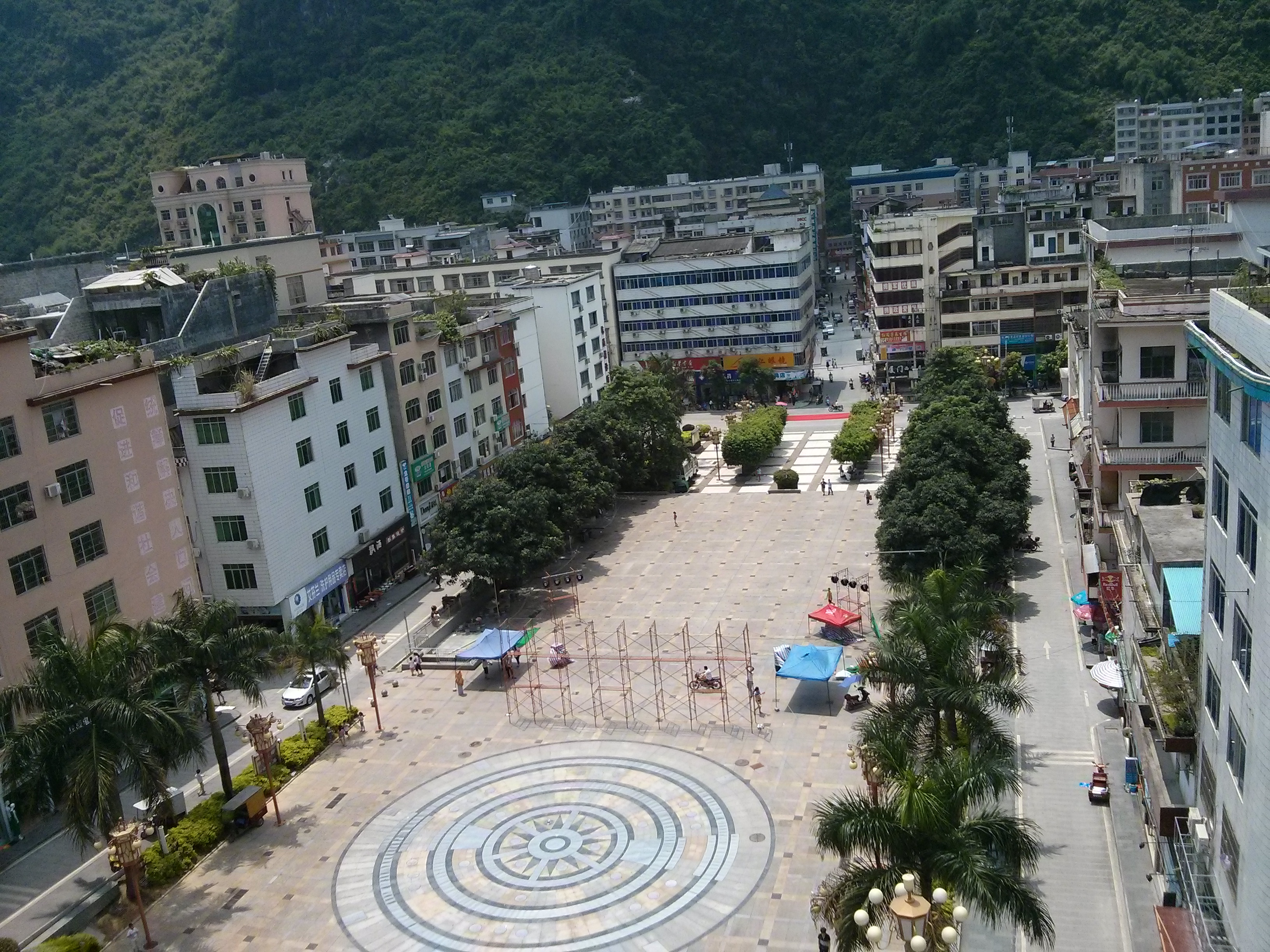
Hechi

Hechi (chinesisch 河池市, Pinyin Héchí Shì; Zhuang Hozciz Si) ist eine bezirksfreie Stadt im Norden des Autonomen Gebiets Guangxi der Zhuang-Nationalität in der Volksrepublik China. Die Stadt hat eine Fläche von 33.506 Quadratkilometern und 3.417.945 Einwohner (Stand: Zensus 2020).

## Wirtschaft und Infrastruktur
Im Jahr 2014 wurde der Flughafen Hechi eröffnet.

## Administrative Gliederung
Die Stadt Hechi setzt sich aus zwei Stadtbezirken, vier Kreisen und fünf autonomen Kreisen zusammen. Diese sind:
- Stadtbezirk Jinchengjiang (金城江区 Jīnchéngjiāng Qū);
- Stadtbezirk Yizhou (宜州区 Yízhōu Qū);
- Kreis Tian’e (天峨县 Tiān’é Xiàn);
- Kreis Fengshan (凤山县 Fèngshān Xiàn);
- Kreis Nandan (南丹县 Nándān Xiàn);
- Kreis Donglan (东兰县 Dōnglán Xiàn);
- Autonomer Kreis Du’an der Yao (都安瑶族自治县 Dū’ān Yáozú Zìzhìxiàn);
- Autonomer Kreis Luocheng der Mulao (罗城仫佬族自治县 Luóchéng Mùlǎozú Zìzhìxiàn);
- Autonomer Kreis Bama der Yao (巴马瑶族自治县 Bāmǎ Yáozú Zìzhìxiàn);
- Autonomer Kreis Huanjiang der Maonan (环江毛南族自治县 Huánjiāng Máonánzú Zìzhìxiàn);
- Autonomer Kreis Dahua der Yao (大化瑶族自治县 Dàhuà Yáozú Zìzhìxiàn).